# Parc Storäng
Storängsparken est un parc public du quartier d'Årsta à Stockholm en Suède. 

## Description
Le parc est situé à l'extrémité nord-est de Svärdlångsvägen et s'étend vers le sud en direction d'Årstafältet. Il a environ 400 mètres de long pour 100 mètres de large, et une superficie de 4,9 hectares.
Au XIXème siècle, le territoire était cultivé. 
Il y avait aussi une forge, une grange, des écuries et des dépendances. 
En 1905, la ville de Stockholm acheta le terrain pour commencer la construction du nouveau quartier d'Årsta dans les années 1940.
Jusque dans les années 1970, la rivière Valla å et les eaux pluviales d'Årstafältet traversaient le parc, puis tout a été canalisé. 
Ensuite, le ravin du ruisseau d'Årstaskogen a été asséché.
À Årstafältet, il y a désormais un étang artificiel, le Valladammen, servant à collecter et purifier l'eau diurne. Depuis juin 2007, cette eau est acheminée d'Årstafältet via des canalisations vers une zone humide  nouvellement construite à Storängsparken et plus loin dans l'ancien cours d'Årstabäcken en passant par Årstaskogen jusqu'à Årstaviken, ce qui a permis également de ressusciter le ravin du ruisseau d'Årstaskogen.

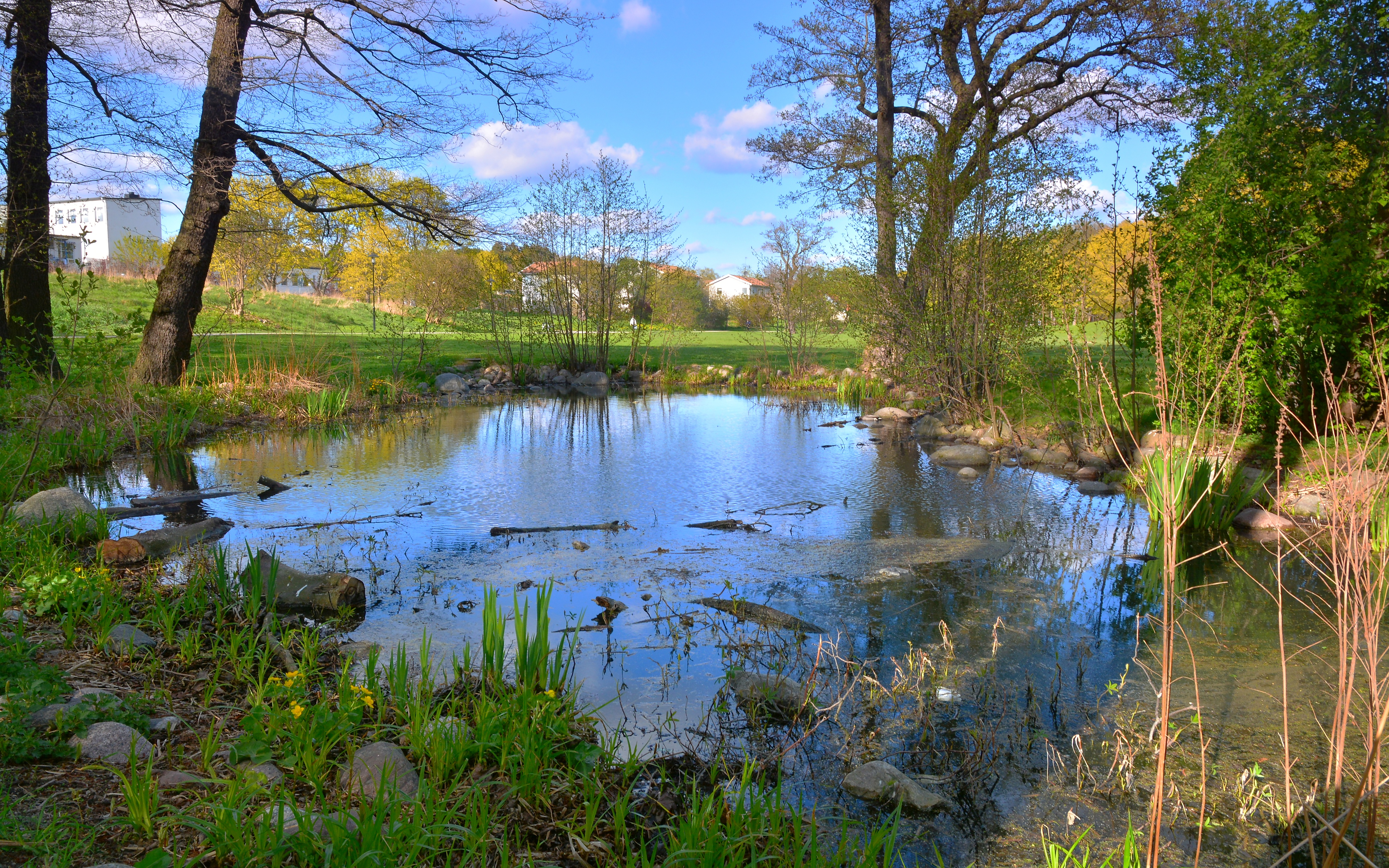
L'étang du parc.